# Heteropezina cathistes
Heteropezina cathistes är en tvåvingeart som beskrevs av Pritchard 1960. Heteropezina cathistes ingår i släktet Heteropezina och familjen gallmyggor.
Artens utbredningsområde är Florida. Inga underarter finns listade i Catalogue of Life.